# Nora Istrefi

Nora Istrefi (2020)

Nora Istrefi (* 25. März 1986 in Gornji Streoc, Sozialistische Föderative Republik Jugoslawien, heute Kosovo) ist eine kosovarische Pop-Sängerin.

## Leben
Sie hat zwei Schwestern und einen Bruder. Ihre jüngere Schwester Era Istrefi ist ebenfalls Sängerin. Ihr Vater war Redakteur bei RTV 21. Neben ihrer Musikkarriere studierte Istrefi Modedesign in der kosovarischen Hauptstadt Priština.
Am 2. September 2014 heiratete sie ihren Bodyguard. Am 16. Mai 2015 bekamen die beiden eine Tochter.

## Karriere
Istrefis Musikkarriere begann 2003 mit einem Auftritt in der Fernsehshow Top RTK des Radio Televizioni i Kosovës, bevor ihr Debütalbum Engjëll erschien.
2006 gewann sie bei der dritten Staffel von Top Fest den Digitalb-Preis für ihre Single Nuk Mundem. Dieser Song wurde zehn Jahre später von der türkischen Sängerin Sıla unter dem Titel Afitap gecovert.
Im Verlauf des Jahres 2006 führten die Musikvideos zu den Singles Negativ, Një Djalë und E di die Hitliste Top RTK, die wichtigsten Charts des Kosovo, an.
Stilistisch macht sie Popmusik mit Elementen des Turbo-Folk. Ihr optisches Erscheinungsbild  entspricht gängigen Schönheitsidealen.

## Diskografie

### Alben
- 2005: Engjëll
- 2006: Opium
- 2008: N'ora

### EPs
- 2010: Vetëm Mua
- 2023: Album

### Kompilationen
- 2016: The Best of

### Singles
| - 2003: Shko Tash - 2006: Negativ - 2006: Nuk Mundem - 2006: Një Djalë - 2006: E di - 2007: Mos më le - 2008: Një ditë - 2008: Another World - 2009: Keq u pafshim - 2009: Vetëm mua - 2010: Secret - 2010: Dy shokë - 2010: Kah je - 2011: Nora nuk osht nisoj - 2011: Unë e di - 2011: As ni zo - 2012: S'ki me ik - 2013: Big Love - 2014: Baby jem | - 2014: Na - 2015: Sje my lifestyle - 2015: Bamboleo - 2016: Sa t'kom dasht - 2016: Majëm - 2017: Gabime (mit Gjiko) - 2017: Ska inat (mit Robert Berisha) - 2018: M'ke Mungu (mit Skerdi) - 2019: Anna (mit Gjiko) - 2019: Nuk E Di (mit Era Istrefi) - 2020: 2 Zemra (mit Butrint Imeri) - 2021: Ay Caramba (mit Gjiko & Melinda Ademi) - 2022: Ki Me Lyp Me m'pa (mit NRG Band) - 2022: Mama Mia (mit Shkurte Gashi & Bardhi) - 2022: Ciao - 2023: Amanet - 2023: Me Ty (mit Cricket & Gesko) - 2023: Gati (mit Claydee & Eli Malaj) |